# Nazarene Soosai
Nazarene Soosai (Tamil நசரேன் சூசை; * 13. April 1963 in Rajakkamangalam Thurai, Tamil Nadu) ist ein indischer Geistlicher und römisch-katholischer Bischof von Kottar.

## Leben
Nazarene Soosai besuchte zunächst das Knabenseminar in Nagercoil und studierte anschließend am Priesterseminar in Poonamallee. Er empfing am 2. April 1989 das Sakrament der Priesterweihe für das Bistum Kottar.
Neben Aufgaben in der Pfarrseelsorge war er von 1990 bis 1992 Studienpräfekt und Sekretär der Diözesankommission für die Berufungspastoral. Von 1998 bis 2000 studierte er an der Katholischen Universität Löwen und erwarb das Lizenziat in Theologie. Nach weiteren Studien von 2000 bis 2003 an der Päpstlichen Universität Gregoriana in Rom wurde er zum Dr. theol. promoviert. Außerdem erwarb er an der Madurai Kamaraj University einen Mastergrad in Politikwissenschaft. Von 2003 bis 2011 war er Dekan und Theologieprofessor am Priesterseminar in Poonamallee und seit 2012 Pfarrer am Heiligtum Our Lady of Ransom in Kanyakumari und Dekan des Vikariats Kanyakumari. Außerdem war er als Gastprofessor in Poonamallee und an diversen anderen Hochschulen und Instituten tätig.
Papst Franziskus ernannte ihn am 20. Mai 2017 zum Bischof von Kottar. Sein Amtsvorgänger Peter Remigius spendete ihm am 29. Juni desselben Jahres in Nagercoil die Bischofsweihe. Mitkonsekratoren waren der Erzbischof von Madurai, Antony Pappusamy, und der Bischof von Varanasi, Eugene Joseph.